# クリタヤスシ
クリタ ヤスシは、日本の放送作家、プランナー。

## 人物・来歴
日本放送作家協会会員
日本脚本家連盟会員
㈱まぐまぐ　取締役副社長（～2014）
Pike JAPAN（US）　取締役（2021～）

## 主な仕事
テレビ
- ヒルナンデス
- 所さんの学校では教えてくれないそこんトコロ!
- たけし・所の二人テレビ
- ブラックワイドショー（チーフ構成）
- 中井正広のブラックバラエティ（チーフ構成）
- 所さんの目がテン!（チーフ構成）
- 徳光和夫のTHE・サンデー
- 徳光和夫の情報スピリッツ
- ザ!世界仰天ニュース
- 笑点
- ザ!鉄腕!DASH!!
- ルックルックこんにちは
- ルドイア☆星惑三第
- 3時ヨこい
- ビッグトゥデイ
- 未来創造堂
- WIN（チーフ構成）
- となりのパパイヤ（CX）
- 「民放の日 特別番組 阪神淡路大震災～絆～」日本民間放送連盟製作 1996年
- 「サミットの料理人～三國シェフの挑戦～」（フジテレビ）
- 「ワーズワースの庭」

出版

- 雑誌「DAYTONA」連載トコロ辞典　ライター
- 「ビートたけし＆所ジョージFAMOSO」

ラジオ
- 「所ジョージのオールナイトニッポンGOLD」ニッポン放送
- 「 おとなの時間割・所さんのブクブクゴシゴシ!」（TBSラジオ他、2004年10月 - 2007年3月）

映画
- 相米慎二監督作品「東京上空いらっしゃいませ」（企画協力）

作詞
- アルバム「ルドイア☆星惑三第」

イベント
- KYT開局20周年記念　所さんの世田谷ベースFESTIVAL in 鹿児島　2014（製作指揮）
- 所さんの頭ん中どーなってるの？展　in　渋谷パルコ　2013（製作指揮）
- 「第44回マルトコ板金自動車ショウ 2012」（製作指揮）
- 「ビートたけし・所ジョージ 全日本選抜国際エキシビジョン 青マネキネコ祭り in PARCO」（監修）
- 「世田谷BASE ニコタマ上陸作戦 in 二子玉川髙島屋 2011」（監修）

商品企画
- 「ローソン ビートたけし × 所ジョージ 年の瀬紅白らーめん 2010」